# Terremoto de Liubliana de 1895

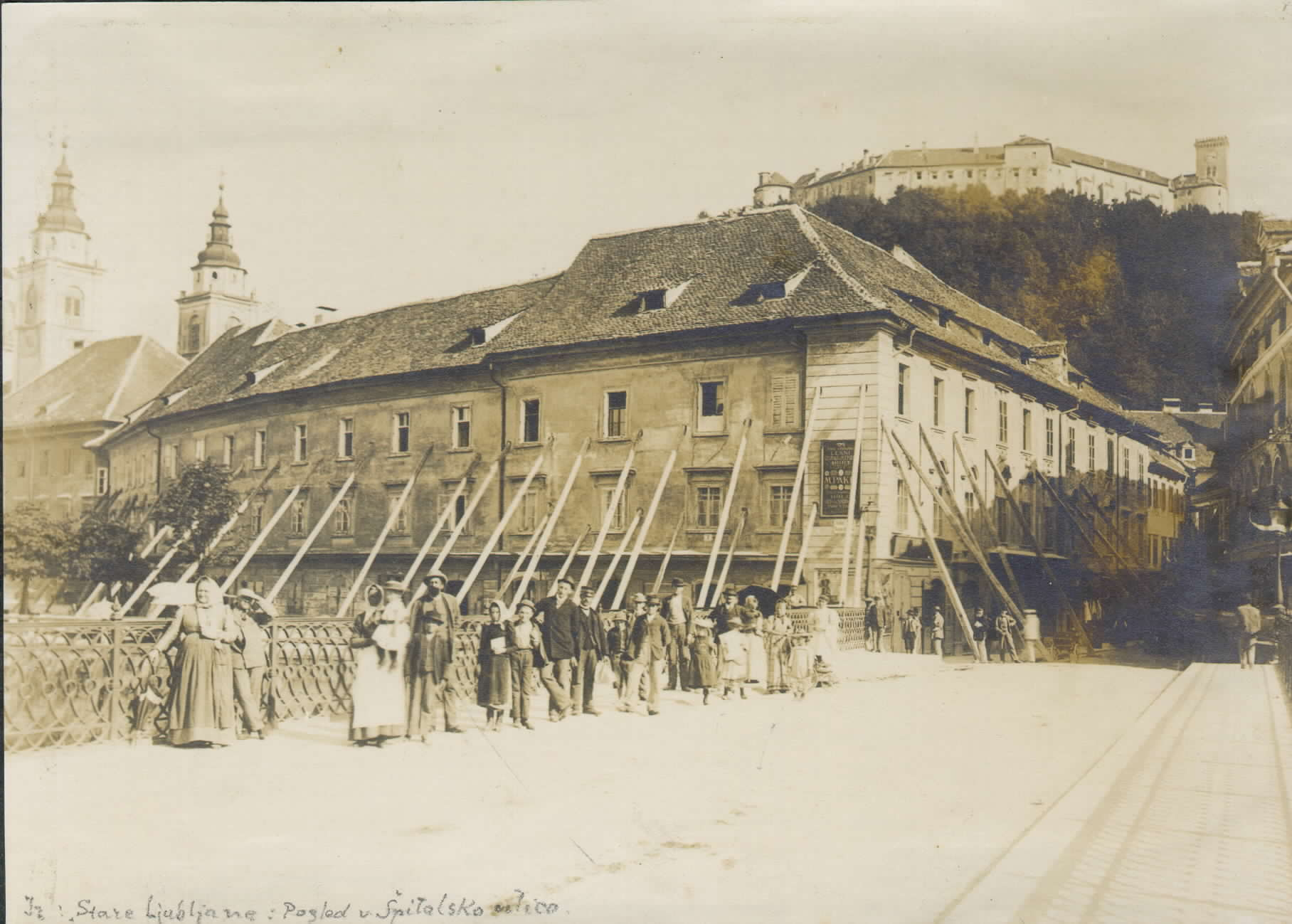
Calle del Hospital (Špitalska ulica; actual calle Stritar, Stritarjeva ulica)

El terremoto de Liubliana (en esloveno ljubljanski potres) o terremoto de Pascua (velikonočni potres) sacudió la entonces capital y ciudad más grande de Carniola, ducado del Imperio austrohúngaro, y hoy capital de Eslovenia el día 14 de abril de 1895, Domingo de Pascua. Fue el terremoto más reciente y más destructivo registrado en la zona.
El seísmo se cobró pocas vidas, pero los daños materiales fueron cuantiosos. Las autoridades municipales, con el alcalde Ivan Hribar a la cabeza, interpretaron la catástrofe como una oportunidad para acometer un ambicioso plan urbanístico que modernizó la ciudad y transformó su fisonomía.

## Características

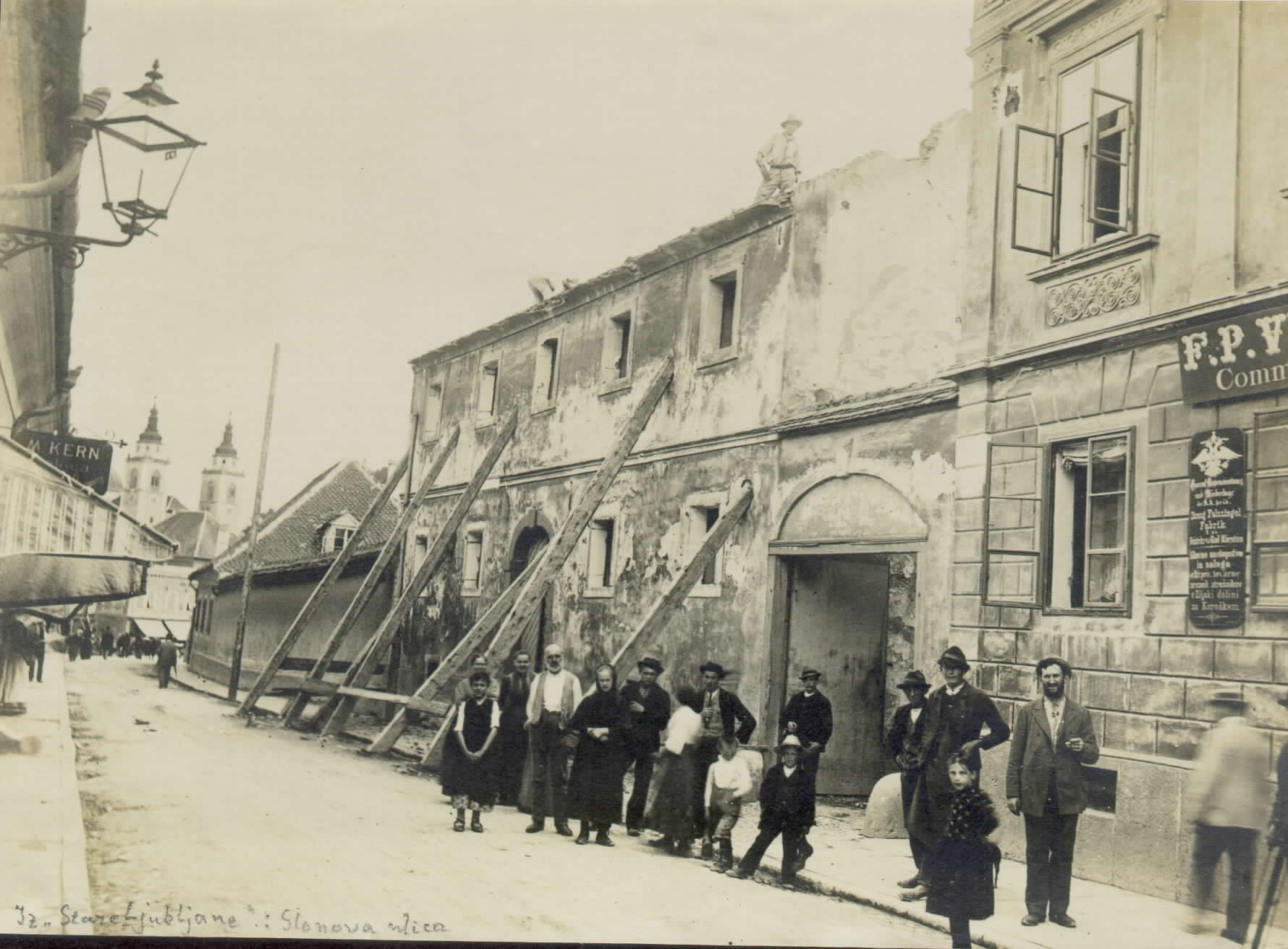
Calle Wolf (Wolfova ulica)

El terremoto se produjo a las 20:17 UTC (22:17 hora local) y tuvo una magnitud de 6,1 en la escala de Richter y una intensidad máxima de VIII-IX en la escala de Mercalli. El epicentro del seísmo se situó en Janče, a unos 16 kilómetros al este del centro de Liubliana. El hipocentro se situó a 16 kilómetros de profundidad. La sacudida se sintió en un radio de 350 kilómetros y un área de 385.000 kilómetros cuadrados, y alcanzó lugares como Asís, Florencia, Viena y Split. En los diez días siguientes se sucedieron más de 100 réplicas.

## Víctimas y daños

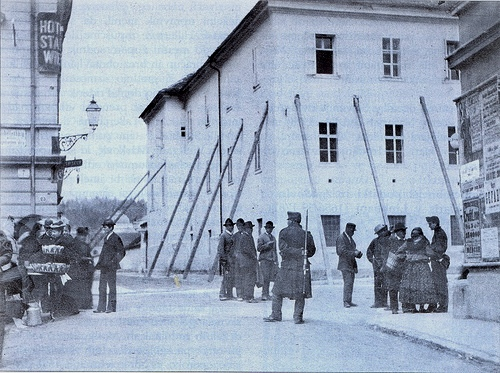
El Convento de las Clarisas, donde hoy se encuentra el Banco de Eslovenia

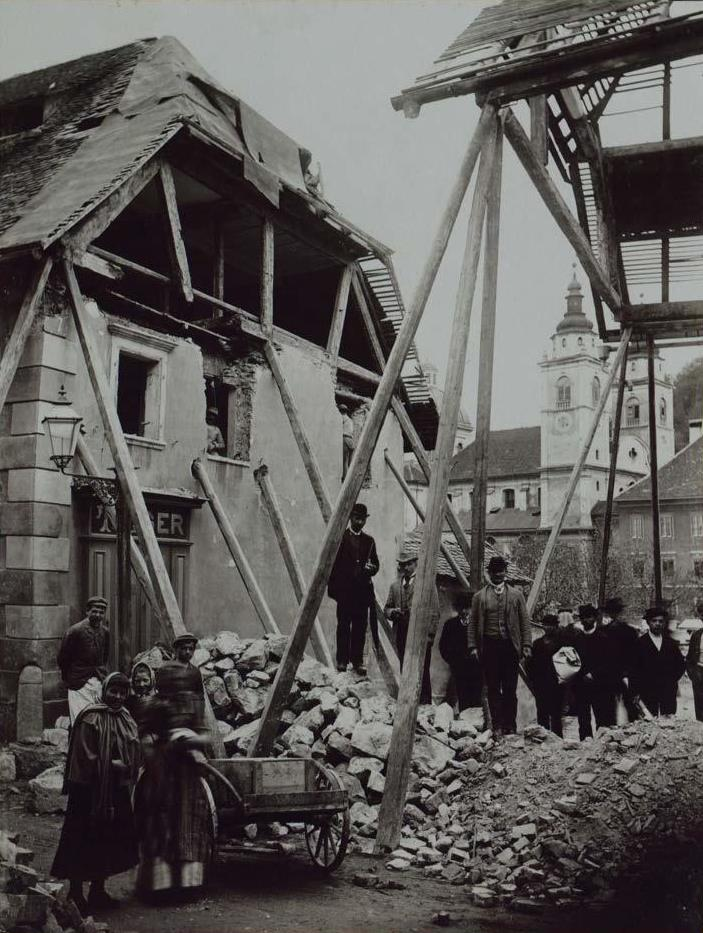
Casas en ruinas en la actual plaza Pogačar, con la catedral de Liubliana al fondo

Cuando se produjo la primera sacudida, la mayoría de los habitantes estaban durmiendo. El pánico se apoderó de la población, que salió a las calles y, sobre todo, a las plazas y parques, para protegerse de la caída de ladrillos, tejas y chimeneas. Las víctimas mortales fueron pocas: en Liubliana y sus alrededores murieron siete personas y varias resultaron heridas, y en Vodice tres niños quedaron sepultados. La mayoría de las víctimas mortales lo fueron por la caída de partes de chimeneas y cubiertas, mientras que algunas quedaron atrapadas por el derrumbe de tejados. Otros murieron durante las labores de rescate.
Los daños más graves se produjeron en un radio de 18 km, desde Ig hasta Vodice. En aquel entonces, Liubliana contaba con unos 31.000 habitantes y unos 1.400 edificios, de los cuales alrededor del diez por ciento resultaron dañados. En la plaza Vodnik (Vodnikov trg), un antiguo monasterio que albergaba un colegio diocesano femenino y una biblioteca resultó tan afectado que tuvo que ser demolido, y con el tiempo el solar acabó convertido en un mercado al aire libre (el Mercado central de Liubliana, en esloveno Osrednja ljubljanska tržnica), que en la actualidad es un lugar emblemático de la ciudad. La cuantía de los daños se estimó en 7 millones de florines.

## Respuesta humanitaria
El alcance de la destrucción se hizo patente de inmediato. A la mañana siguiente, el ayuntamiento adoptó medidas de emergencia para asistir a las víctimas más afectadas,  inspeccionar las viviendas dañadas y ordenar a las fuerzas policiales medidas de seguridad adicionales para evitar robos. Se apuntalaron con vigas de madera las calles y casas más amenazadas y se cerró al tráfico el centro de la ciudad. Se cerraron temporalmente todas las escuelas de la ciudad y se interrumpió la actividad de algunas fábricas. Las iglesias sufrieron graves daños, por lo que las misas se tuvieron que celebrar al aire libre. Pocos días después, llegaron a la ciudad unidades militares que empezaron a construir refugios de emergencia para las personas que se habían quedado sin hogar. En poco tiempo se terminaron once refugios en diferentes partes de la ciudad.
Muchos habitantes de Liubliana abandonaron la ciudad y se refugiaron con sus familiares en el campo. En la ciudad surgieron grandes campamentos de tiendas de campaña. Los ferrocarriles ofrecieron vagones, mientras que los más pudientes pasaron la noche en carruajes. Fran Jakopič (padre del pintor Rihard Jakopič) puso a disposición de los afectados 150 toneles, que hicieron las veces de refugio. Las autoridades pidieron a los hosteleros que mantuvieran abiertos sus establecimientos, siempre que no hubieran sufrido graves desperfectos, ya que los vecinos no podían cocinar en sus casas. También se organizó un centro público de distribución de alimentos y se suministraron mantas y ropa.
Pronto se hizo sentir la escasez de alimentos y se establecieron cinco cocinas de emergencia para distribuir varios miles de comidas calientes al día de manera gratuita o a bajo coste. Otras zonas del Imperio austrohúngaro, especialmente Viena, los Países checos y Croacia-Eslavonia brindaron su ayuda. Uno de los concejales, el nacionalista liberal Ivan Hribar, demostró una especial capacidad organizativa en la provisión de asistencia. Al año siguiente asumió el cargo de alcalde y se encargó de la reconstrucción de la ciudad, impulsando la elaboración del primer plan urbanístico. Los daños fueron cuantiosos. Las zonas más dañadas resultaron ser la calle Špitalská (actual calle Stritarjeva), donde se derribaron todas las viviendas menos una, y lo mismo ocurrió en las calles Čopova, Židovská, Trubarjeva y la plaza Levstikov.

## Reconstrucción posterior al terremoto
Hasta aquel momento, Liubliana presentaba un aspecto provinciano, con calles estrechas y sinuosas y fachadas en su mayoría barrocas. El desastre se interpretó por las autoridades como una oportunidad para modernizar la ciudad, y en los años siguientes Liubliana experimentó un proceso de expansión y una profunda transformación arquitectónica en el estilo de la Secesión vienesa, que hoy contrasta con los edificios anteriores de estilo barroco que aún se conservan. A la idea de la reconstrucción urbanística y arquitectónica de Liubliana se unió un estudio sobre las normas de edificación, que dio lugar a las primeras directrices para la construcción antisísmica. Dos años después del terremoto, comenzó a funcionar en la calle Vega (Vegova ulica) de Liubliana el primer observatorio sismológico del Imperio austrohúngaro.
Tras el terremoto, Liubliana se convirtió en una bulliciosa zona de obras. Este periodo representa uno de los puntos de inflexión más importantes en el urbanismo de Liubliana. En aquella época, la ciudad comenzó a reconstruirse y expandirse sobre la base de un nuevo plan de ordenación elaborado por Maks Fabiani. En los quince años que van de 1895 a 1910, se construyeron 436 edificios nuevos y se ampliaron o renovaron otros cientos. Se construyeron nuevos puentes, monumentos y parques, y se introdujo la iluminación eléctrica, el alcantarillado y las líneas telefónicas.
El periodo comprendido entre 1896 y 1910, que también se ha llamado "el renacimiento de Liubliana" o "el periodo de la Liubliana de Hribar", no sólo transformó la fisonomía de la ciudad, sino que también se reflejó en la reforma de la administración municipal, la sanidad, la educación y el turismo, y dio a Liubliana un aspecto esloveno.